# Diagrama entalpie–entropie

Diagrama entalpie–entropie pentru abur

În termodinamică diagrama entalpie–entropie,, diagrama h-s sau diagrama i-s este folosită pentru a descrie modificările corespunzătoare ale entalpiei în funcție de entropie într-un sistem termodinamic. Este o diagramă de tip „Mollier”.
Principala sa aplicație este reprezentarea proceselor termodinamice din turbinele și ejectoarele cu abur, caz la care se referă restul articolului.

## Istoric
Diagrama a fost creată în 1904, când Richard Mollier a trasat „căldura totală” (entalpia masică), h, în funcție de entropia masică, s.

## Descriere
Coordonatele diagramei sunt entalpia masică, h și entropia masică, s.
Diagrama are două zone, separate de curba de saturație a vaporilor de apă:
- zona aburului supraîncălzit, aflată deasupra curbei de saturație, unde sunt reprezentate liniile de presiune constantă, temperatură constantă și volum masic constant, respectiv
- zona aburului umed, aflată sub curba de saturație, unde sunt reprezentate liniile de volum masic constant și unde liniile de presiune și temperatură constantă coincid. Pentru a putea stabili parametrii aburului, în zonă mai sunt reprezentate liniile de titlu constant.

O diagramă tipică acoperă un interval de presiuni de 0,01–1000 bar și temperaturi până la 800 °C.
Avantajul diagramei este că lucrul mecanic efectuat într-un proces pe partea de abur dintr-un ciclu Clausius–Rankine este reprezentat de lungimea lui h, deci poate fi măsurată direct pe diagramă, în timp ce într-o diagramă T-s el trebuie calculat folosind relația dintre proprietățile termodinamice.
Un proces izobar poate fi urmărit pe curba corespunzătoare de presiune constantă, iar unul izotermic pe curba corespunzătoare de temperatură constantă. Un proces izentalpic este reprezentat printr-un segment orizontal, iar unul izentropic printr-un segment vertical.

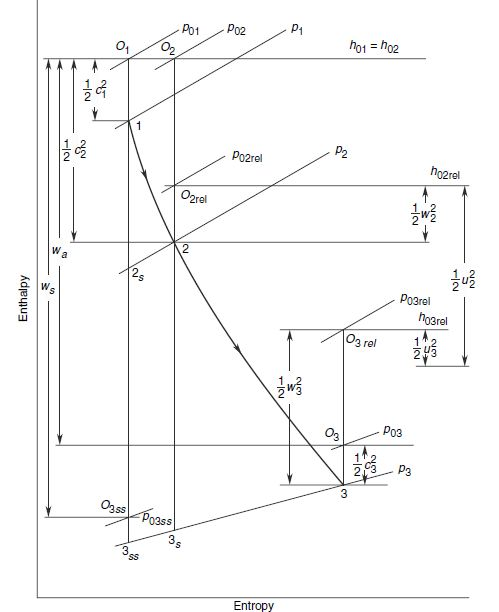
Reprezentarea în diagrama h-s a procesului dintr-o treaptă a unei turbine cu abur

Transformarea izentropică este transformarea ideală în turbinele cu abur, astfel că ea poate fi urmărită simplu în diagramă. Ulterior, abaterile se calculează pe baza randamentului interior al treptei turbinei, mărime în general cunoscută statistic, astfel că procesul real este și el simplu de figurat pe diagramă.
Liniile de titlu constant, x, permit evaluarea imediată a umidității aburului în treptele de joasă presiune ale turbinelor umiditate care în exces poate distruge paletele.
Volumul masic al aburului nu apare în calculele energetice, ci doar în cele de dimensionare. Dacă se cunosc doi parametri dintre variabilele presiune, temperatură, titlu, entalpie și entropie, volumul masic poate fi citit direct din diagramă, evitând interpolările laborioase în tabelele cu valori ale proprietăților termodinamice ale aburului.

## Diagrame Mollier
La Conferința de termodinamică din 1923 desfășurată la Los Angeles, s-a decis să denumească, în onoarea lui Richard Mollier, drept „diagramă Mollier” orice diagramă termodinamică care are entalpia reprezentată pe una dintre axele sale. Exemple de diagrame Mollier sunt:
- diagrama entalpie–entropie,
- diagrama presiune–entalpie,
- diagrama psihrometrică (pentru aer umed).